# Liga Española de Baloncesto 1973-1974
La Liga Española de Baloncesto 1973-1974 è stata la 18ª edizione del massimo campionato spagnolo di pallacanestro maschile. La vittoria finale è stata ad appannaggio del Real Madrid.

## Risultati

### Stagione regolare
|     | Squadra                | G  | V  | N | P  | PF    | PS    | P.ti | Qualificazione                    |
| --- | ---------------------- | -- | -- | - | -- | ----- | ----- | ---- | --------------------------------- |
| 1.  | Real Madrid            | 28 | 27 | 1 | 0  | 3.007 | 1.961 | 55   |                                   |
| 2.  | Barcellona             | 28 | 22 | 2 | 4  | 2.680 | 2.254 | 46   |                                   |
| 3.  | Juventud Badalona      | 28 | 22 | 1 | 5  | 2.478 | 1.992 | 45   |                                   |
| 4.  | Estudiantes            | 28 | 17 | 2 | 9  | 2.437 | 2.178 | 36   |                                   |
| 5.  | Kas                    | 28 | 15 | 1 | 12 | 2.437 | 2.448 | 31   |                                   |
| 6.  | CD Manresa             | 28 | 13 | 2 | 13 | 2.352 | 2.234 | 28   |                                   |
| 7.  | UDR Pineda             | 28 | 13 | 0 | 15 | 2.183 | 2.275 | 26   |                                   |
| 8.  | CD Vasconia            | 28 | 12 | 0 | 16 | 2.176 | 2.271 | 24   |                                   |
| 9.  | Sant Josep Badalona    | 28 | 11 | 1 | 16 | 2.147 | 2.345 | 23   |                                   |
| 10. | Círculo Católico       | 28 | 11 | 1 | 16 | 2.097 | 2.367 | 23   |                                   |
| 11. | Club YMCA España       | 28 | 11 | 1 | 16 | 2.169 | 2.409 | 23   |                                   |
| 12. | RC Náutico de Tenerife | 28 | 8  | 1 | 19 | 2.055 | 2.492 | 17   | spareggi retrocessione/promozione |
| 13. | CD Mataró              | 28 | 8  | 0 | 20 | 2.315 | 2.478 | 16   | spareggi retrocessione/promozione |
| 14. | Vallehermoso OJE       | 28 | 7  | 1 | 20 | 2.308 | 2.565 | 15   | retrocesse in Segunda División    |
| 15. | Breogán                | 28 | 6  | 0 | 22 | 1.970 | 2.542 | 12   | retrocesse in Segunda División    |

| Liga Española de Baloncesto 1973-1974 |
| ------------------------------------- |
| Real Madrid 16º titolo                |

### Spareggi retrocessione/promozione
| Squadra 1              | Totale  | Squadra 2         | Andata | Ritorno |
| ---------------------- | ------- | ----------------- | ------ | ------- |
| RC Náutico de Tenerife | 134–146 | Águilas de Bilbao | 66–59  | 68–87   |
| CD Mataró              | 147-137 | ADC Castilla      | 94-65  | 53-62   |

## Formazione vincitrice
| N° | Naz.                      | Ruolo | Sportivo              |  | Alt. |  |
| -- | ------------------------- | ----- | --------------------- |  | ---- |  |
| 4  | Spagna (bandiera)         | AP    | Wayne Brabender       |  | 193  |  |
| 5  | Spagna (bandiera)         | P     | Vicente Ramos         |  | 180  |  |
| 6  | Spagna (bandiera)         | C     | Cristóbal Rodríguez   |  | 202  |  |
| 7  | Spagna (bandiera)         | P     | Carmelo Cabrera       |  | 183  |  |
| 8  | Spagna (bandiera)         | AP    | Vicente Paniagua      |  | 194  |  |
| 9  | Spagna (bandiera)         | AP    | Luis María Prada      |  | 194  |  |
| 10 | Stati Uniti (bandiera)    | AP    | Walt Szczerbiak       |  | 198  |  |
| 11 | Spagna (bandiera)         | P     | Juan Antonio Corbalán |  | 184  |  |
| 12 | Spagna (bandiera)         | C     | Rafael Rullán         |  | 207  |  |
| 13 | Spagna (bandiera)         | C     | Clifford Luyk         |  | 202  |  |
| 15 | Germania Ovest (bandiera) | C     | Norbert Thimm         |  | 205  |  |
|    | Spagna (bandiera)         | All.  | Pedro Ferrándiz       |  |      |  |